# Bladmoes

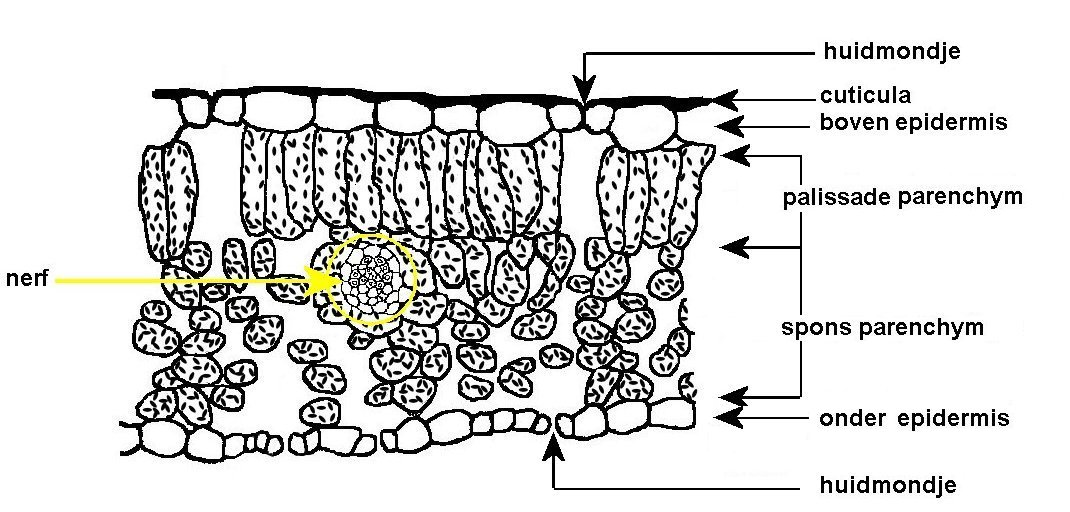
dwarsdoorsnede standaardblad

Het bladmoes, ook wel chlorenchym genoemd, bestaat uit verschillende weefsellaagjes.
De bladopbouw is bij eenzaadlobbigen (monocotylen) anders dan bij tweezaadlobbigen (dicotylen). Van de bovenkant naar de onderkant gezien: cuticula, bovenepidermis, mesofyl (palissadeparenchym + sponsparenchym) en onderepidermis.
De cuticula beschermt het blad tegen uitdrogen. Bij sommige plantensoorten zijn de bladeren met een dikke waslaag bedekt. In de epidermis bevinden zich de huidmondjes, waardoor de gaswisseling plaatsvindt (koolzuurgas, waterdamp en zuurstofgas).
Het grootste gedeelte van het bladmoes bestaat uit parenchymatisch weefsel, het mesofyl. In de cellen van dit weefsel zitten de bladgroenkorrels (chloroplasten). Het mesofyl heeft bij plantensoorten met horizontaal gericht blad twee laagjes.
De bovenste laag van het mesofyl is het palissadeparenchym, bestaande uit één- of twee cellagen, dicht opeengepakte langwerpige cellen. Bij schaduwbladeren bestaat het palissadeparenchym uit één cellaag. Hieronder zit het sponsparenchym, een los weefsel bestaande uit meer ronde cellen met grote intercellulaire ruimten. De huidmondjes vormen de verbinding tussen de buitenlucht en het sponsparenchym. Bij plantensoorten (meest eenzaadlobbigen) met verticaal gericht blad bestaat het mesofyl uit één laagje met dezelfde soort cellen.

## Afwijkende bladopbouw

### Naaldhout
De naalden van de meeste naaldhoutsoorten (Pinophyta) zijn grotendeels aan droogte aangepast, omdat 's winters de bodem meestal bevroren is en er dan geen water opgenomen kan worden. De bladeren hebben door hun rondachtige vorm een klein oppervlak. Verder hebben ze een dikke opperhuid (cuticula) en in de epidermis verzonken huidmondjes.
Bij de naalden zijn het spons- en palissadeparenchym niet duidelijk van elkaar gescheiden. De oppervlakte van de mesofylcellen zijn door lijstvormige uitstulpingen vergroot en vormen het zogenaamde armpalissadeparenchym. Tussen dit parenchym en de epidermis zit de hypodermis: dood sclerenchymatisch bevestigingsweefsel met extreem dikke celwanden. Ook de epidermiscellen zijn meestal door secundaire en tertiaire verdikkingen geheel opgevuld en staan door smalle verbindingskanaaltjes met elkaar in verbinding. In het mesofyl lopen in de lengterichting meestal harskanalen. De een of twee, onvertakte vaatbundels zijn door een schede, de endodermis, omgeven. Het transport tussen de vaatbundel en het mesofyl vindt zowel plaats via speciaal weefsel bestaande uit de zogenaamde Strasburger-cellen als door korte, dode tracheïden.

### Maretak
Bij de maretak is er geen verschil met de boven- en onderzijde van de bladen. Alle bladmoescellen bevatten chloroplasten en er is geen differentiatie in palissadeparenchym en sponsparenchym.

### Uitdrogingsresistente bladeren

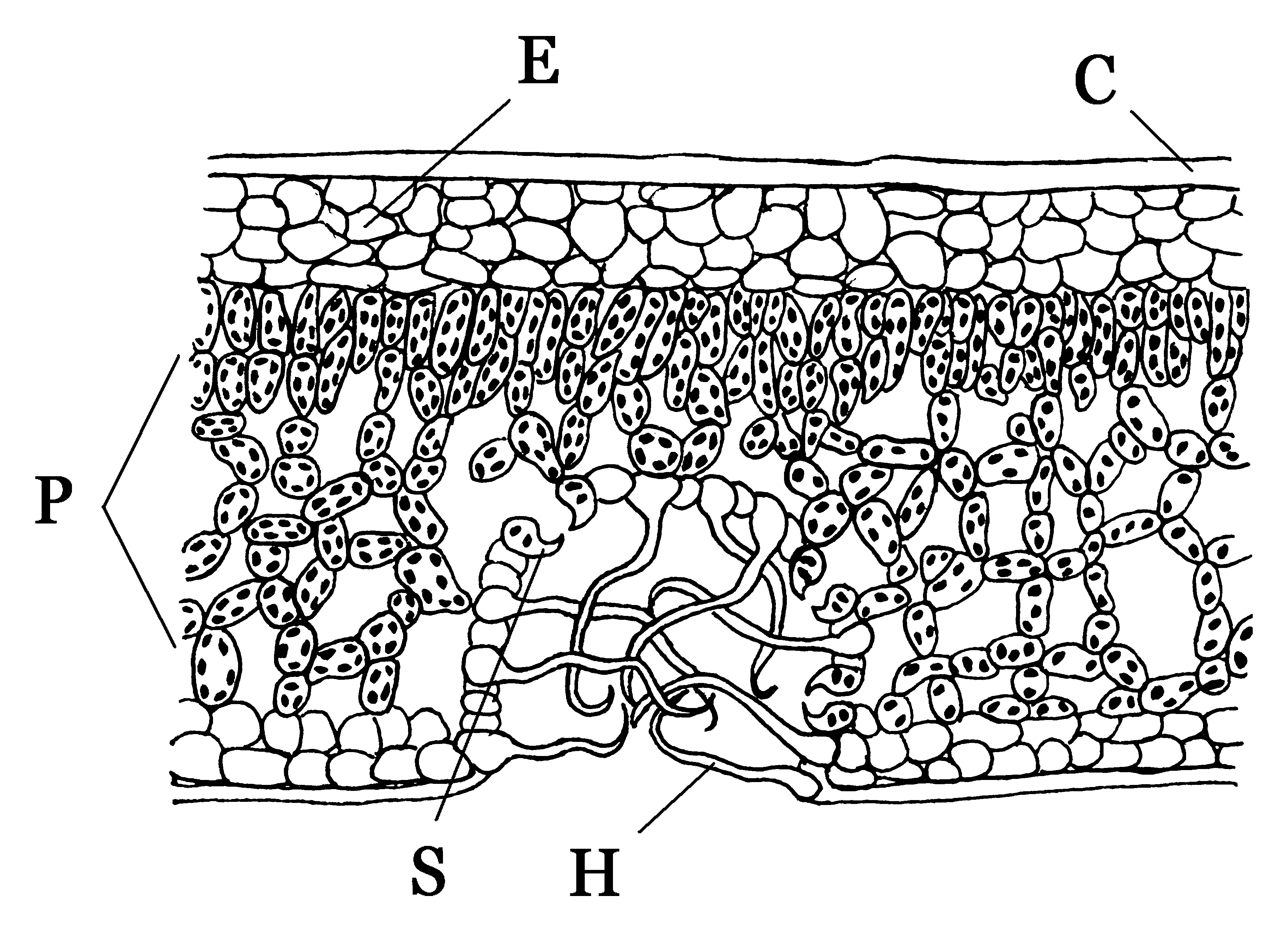
Uitdrogingsresistent blad:
C = Dikke cuticula
E = Gewelfde, papillenachtige epidermiscellen,
H = Epidermale bladharen,
P = palissade- en sponsparenchym met grote intercellulaire ruimten
S = Opening van huidmondje

Ten opzichte van het standaardblad heeft dit blad een dikke cuticula en een meerlagige epidermis. Vaak is de cuticula met een dikke waslaag bedekt. Daarnaast heeft het blad weinig huidmondjes, die zich alleen aan de onderzijde van het blad bevinden. Ook kan beharing op het blad uitdroging tegengaan door het scheppen van een beter microklimaat.

### Vetplanten
De cellen in het blad van vetplanten hebben het vermogen om door sterk op te zwellen veel vocht in het blad vast te houden. Bij dit soort bladeren is er geen duidelijk onderscheid tussen het palissade- en het sponsparenchym.

### Bladeren onder zeer vochtige omstandigheden

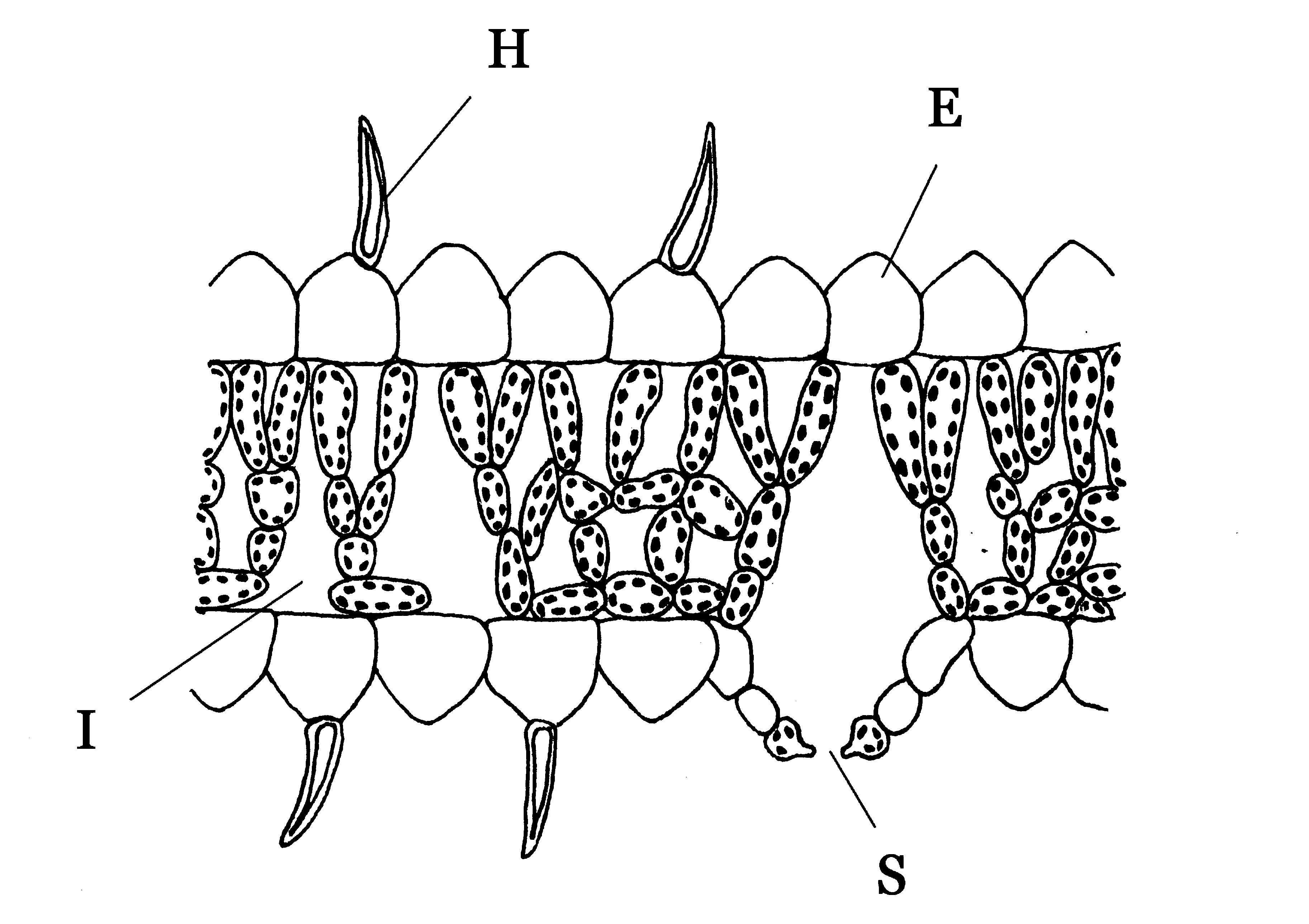
Blad van een plant onder zeer vochtige omstandigheden:
E = Gewelfde, papillenachtige epidermiscellen,
H = Epidermale bladharen,
I = Grote intercellulaire ruimten,
S = Uitstekende opening van huidmondje

Bladeren onder zeer vochtige omstandigheden, zogenaamde hygromorfe bladeren, komen voor aan planten die onder altijd vochtige omstandigheden groeien, zoals tropische planten en sommige moerasplanten. Ze lijken op schaduwbladeren, maar hebben daarnaast een dunne of ontbrekende cuticula en grote, dunwandige epidermiscellen. De openingen van de huidmondjes zijn dikwijls omhoog gebogen en vaak zorgen speciale kliercellen voor guttatie, waardoor het overtollige vocht wordt uitgescheiden.

### Drijvende bladeren

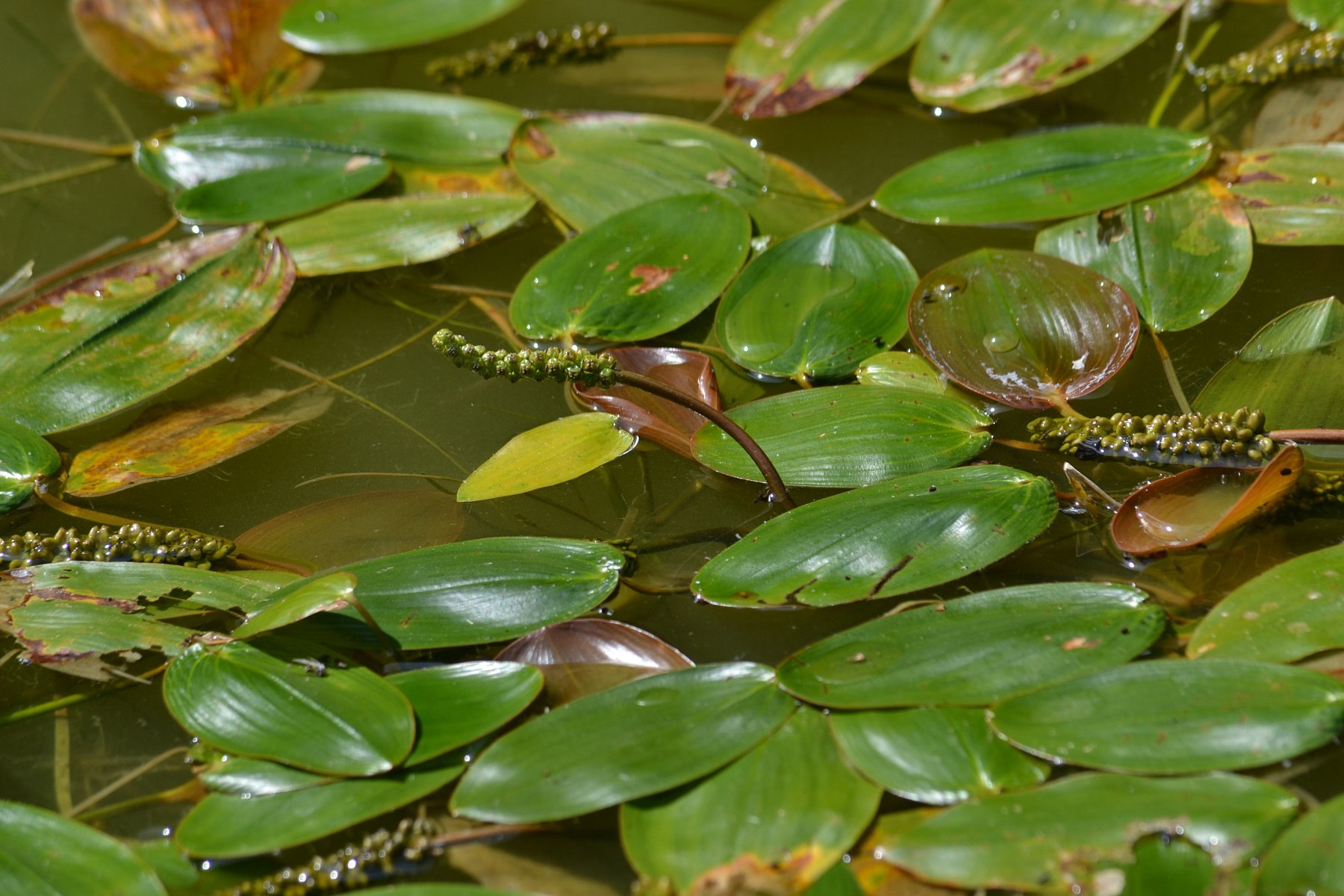
Drijvend fonteinkruid.

Drijvende bladeren hebben grote luchtholtes, die nodig zijn om te kunnen blijven drijven. Drijvende bladeren vangen veel licht op en hebben daarom een goed ontwikkeld palissadeparenchym met veel bladgroenkorrels. De huidmondjes liggen alleen aan de bovenzijde van het blad.

### Onderwaterbladeren
Deze bladeren zijn dun met een dunne cuticula en een dunne epidermis. Er is meestal alleen sponsparenchym aanwezig in verband met de lage stralingintensiteit. Huidmondjes ontbreken uiteraard.